# 徐家坊街道
徐家坊街道，是中华人民共和国江西省南昌市青云谱区下辖的一个乡镇级行政单位。

## 行政区划
徐家坊街道下辖以下地区：
锦联社区、建北社区、二进社区、新丰社区、洪城路社区、谷市街社区、解放西路东社区、曙光社区、南关口社区、塔子桥社区、中支桥社区、玉河社区、塔子桥东社区、经纬社区、国乐社区和新联社区。